# Parafia św. Marii Magdaleny w Krakowie (Swoszowice)
Parafia św. Marii Magdaleny w Krakowie – parafia rzymskokatolicka należąca do dekanatu Kraków-Prokocim archidiecezji krakowskiej na osiedlu Kosocice przy ul. Niebieskiej.

## Historia parafii
Kosocicka parafia jest jedną z najstarszych w diecezji krakowskiej — została bowiem erygowana przed 1325.
Istnienie parafii potwierdza wzmianka, która znajduje się w Monumenta Poloniae Vaticana (lata 1207–1344) oraz księgi Monumenta historiae Poloniae Theinera. Parafia została reerygowana w 1948 roku.
Cmentarz parafialny w Kosocicach znajduje się przy ul. Juliusza Osterwy.
Na cmentarzu znajduje się zabytkowy nagrobek Śliwińskich, a pochowani są między innymi: ks. Jan Witko – proboszcz, rodzina Śliwińskich – ziemianie, właściciele Kosocic i Baryczy, Alojzy Jaglarz – żołnierz AK, poległ w Kosocicach 30 września 1944 roku.

## Wspólnoty parafialne
- Duszpasterska Rada parafialna
- Róże Żywego Różańca
- Schola
- Ministranci
- Lektorzy
- Chór św. Marii Magdaleny

## Terytorium parafii

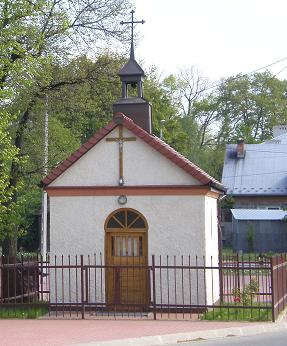
Kaplica w Soboniowicach

Ulice: Barycka, Berdyczowska, Blacharska, Chanieckiej, Do Luboni, Droga Rokadowa, Drużbackiej, Golkowicka, Gąsiorowskiego, Geologów, Gombrowicza, Grawerska, Gruszczyńskiego, Haborskiego, Hallera od nr 5, Harcerzy Krakowskich, Jarockiego, Koszutki, Krzemieniecka, Kukiełek Golkowskich, Kuryłowicza, Laude, Malinowskiego, Miarowa, Na Obrydki, Nad Fosą, Niebieska od nr 31, Orszańska, Osterwy, Pajdaka, Podgórki od nr 29, Ratajskiego, Rytownicza, Szczanieckiej, Schönborna, Szczawnicka, Szczegów, Sztaudyngera, Tuchowska od nr 102, Żelazowskiego.
Miejscowości na obszarze parafii: Kosocice, Rajsko, Soboniowice